# Montenegro op het Eurovisiesongfestival 2015

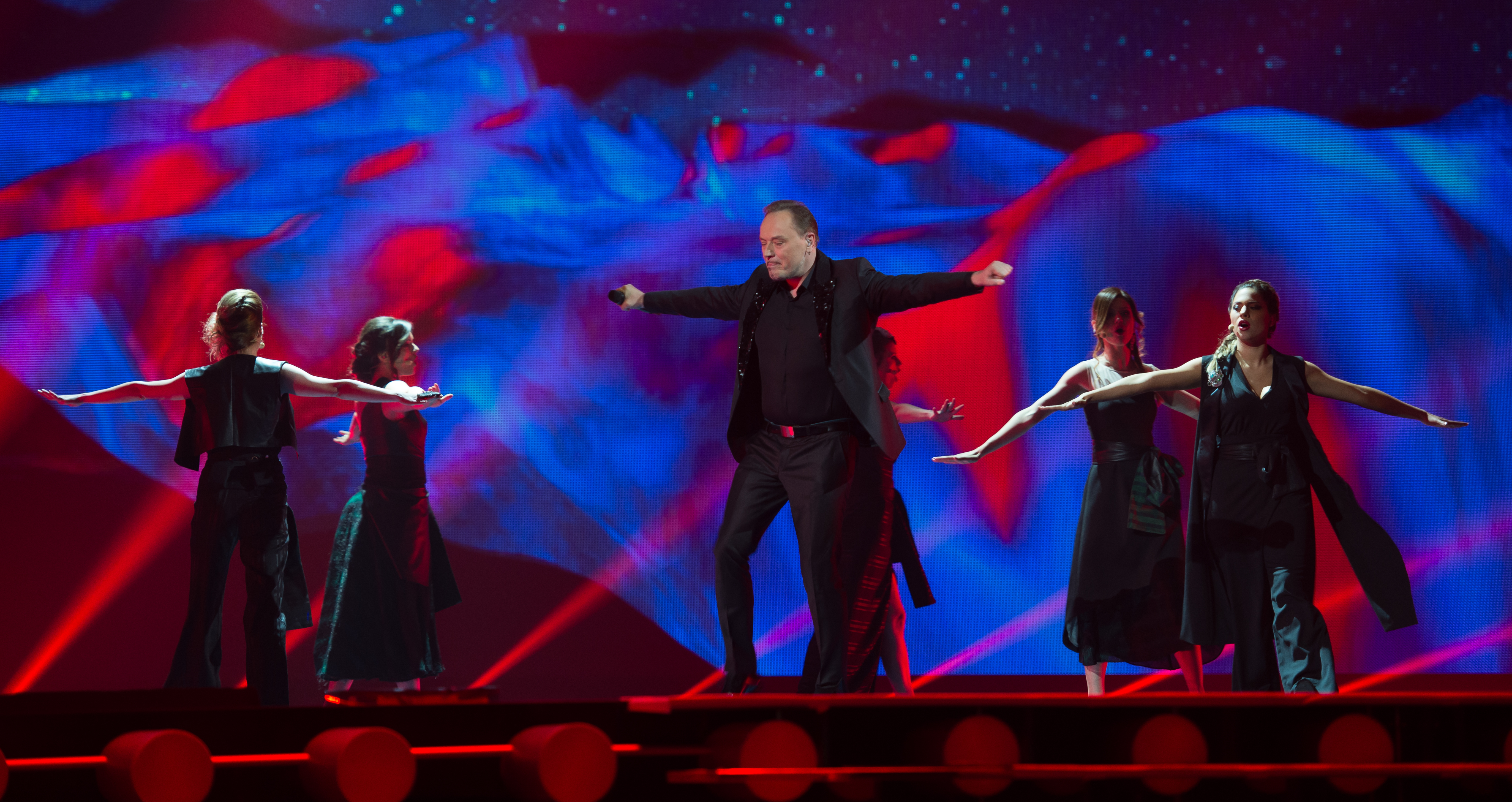
Knez op het songfestival

Montenegro nam deel aan het Eurovisiesongfestival 2015 in Wenen, Oostenrijk. Het was de zevende deelname van het land op het Eurovisiesongfestival. RTCG was verantwoordelijk voor de Montenegrijnse bijdrage voor de editie van 2015.

## Selectieprocedure
De Montenegrijnse openbare omroep maakte op 9 september 2014 bekend te zullen deelnemen aan de volgende editie van het Eurovisiesongfestival. Anderhalve maand later, op 31 oktober, werd duidelijk dat RTCG Knez naar Wenen zou sturen. Knez had reeds in 2008 getracht Montenegro te vertegenwoordigen op het Eurovisiesongfestival, toen hij derde werd in de nationale finale met Balerina. In 2004 nam hij deel aan de nationale finale van het toenmalige Servië en Montenegro. Met het nummer Navika eindigde hij toen op de zeventiende plek. Tijdens het Eurovisiesongfestival 2015 vertolkte Knez Adio, een lied dat deels door Željko Joksimović werd geschreven.

## In Wenen
Montenegro trad in Wenen in de tweede halve finale op donderdag 21 mei aan. Knez trad als vierde van de zeventien landen aan, na Michele Perniola & Anita Simoncini uit San Marino en voor Amber uit Malta. Montenegro werd negende met 57 punten, waarmee het doorging naar de finale op 23 mei.
In de finale trad Montenegro als zestiende van de 27 acts aan, na Maria Elena Kiriakou uit Griekenland en voor Ann Sophie uit Duitsland. Montenegro eindigde als dertiende met 44 punten.
2007 · 2008 · 2009 · 2010-2011 · 2012 · 2013 · 2014 · 2015 · 2016 · 2017 · 2018 · 2019 · 2020-2021 · 2022 · 2023-2024 · 2025
Albanië · Armenië · Australië · Azerbeidzjan · België · Cyprus · Denemarken · Duitsland · Estland · Finland · Frankrijk · Georgië · Griekenland · Hongarije · Ierland · IJsland · Israël · Italië · Letland · Litouwen · Macedonië · Malta · Moldavië · Montenegro · Nederland · Noorwegen · Oostenrijk · Polen · Portugal · Roemenië · Rusland · San Marino · Servië · Slovenië · Spanje · Tsjechië · Verenigd Koninkrijk · Wit-Rusland · Zweden · Zwitserland